# Aprometopis spectabilis
Aprometopis spectabilis är en tvåvingeart som beskrevs av Kanmiya 1983. Aprometopis spectabilis ingår i släktet Aprometopis och familjen fritflugor. Inga underarter finns listade i Catalogue of Life.